# سلام، خداحافظ (فیلم ۲۰۱۱)
سلام، خداحافظ (به کره‌ای: 안녕) نام فیلم ۴۰ دقیقه‌ای به سبک مستند و با ژانر موزیکال است که از جمله بازیگران آن می‌توان به سوزی، مین، فی، جیا (اعضای میس ای)، تک یون، چان سونگ، جون.کی، جون‌هو، وویونگ (اعضای توپی‌ام) اشاره کرد. این فیلم توسط یون مین کارگردانی و به قلم لی جونگ پیل نگاشته شده است. که به توصیف جاذبه‌های گردشگری و با هدف افزایش توریست به کره جنوبی پخش شد.
این در حالی است که در سال ۲۰۱۱ گردشگران به آستانه ۱۰ میلیون نفر رسیدند.

## خلاصه داستان
سلام، خداحافظ یک فیلم اکشن، رمانتیک، ملودرام است که مکان‌های گردشگری کره را به نمایش می‌گذارد این فیلم جاذبه‌های گردشگری کره را با آمیختن خاطرات اعضای توپی‌ام (تک یون، جون.کی، جون‌هو، چان سونگ)، میتینگی شاد با فی، خاطره‌ی دوستانه‌ی سوزی با جیا، خاطره‌ی دو نفری وویونگ با مین نمایش می‌دهد. تا جاذبه‌های گردشگری کره را با توپی‌ام و میس ای تجربه کنیم!

## بازیگران
- به سوزی در نقش خودش[۶]
- مین در نقش خودش[۶]
- فی در نقش خودش[۶]
- جیا در نقش خودش[۵]
- تک یون در نقش خودش[۵]
- چان سونگ در نقش خودش[۶]
- جون.کی در نقش خودش[۶]
- جون‌هو در نقش خودش[۶]
- وویونگ در نقش خودش[۶]

## ریتینگ
این فیلم امتیاز ۸.۲۹ را توانست بدست آورد که ۹.۱۶ آرای زن و ۶.۰۸ آرای مرد بود.

## پخش
- اولین بار فیلم سلام، خداحافظ در تاریخ ۱۰ نوامبر ۲۰۱۱ از طریق سایت کاکائو تی‌وی پخش شد.
- فیلم کره‌ای سلام، خداحافظ را از سایت‌های رسمی دیگر مانند یوتیوب نیز می‌توان تماشا کرد.[۸]

## پوسترهای شخصیتی
|  |  |
|  |  |
|  |  |
|  |  |